# Canaima Nemzeti Park
A Canaima Nemzeti Park Venezuela egyik nemzeti parkja, 1994 óta a világörökség részét képezi. Látogatása ingyenes, 3 napnál hosszabb tartózkodás esetén célszerű malária elleni gyógyszert magunkkal tartani.

## Elhelyezkedése
A nemzeti park 30 000 km²-es területen helyezkedik el Venezuela délkeleti részén, Bolívar állam területén, Brazília és Guyana határán. Ciudad Guayana határvárosból délkelet–dél felé haladva közelíthető meg a 10-es főúton, illetve elérhető légi úton is.

## Leírás, látnivalók
Az 1962-ben alapított park felszíne rendkívül változatos, legalacsonyabb pontja 450, legmagasabb pontja 2810 méterrel fekszik a tenger szintje felett. Területének 65%-át tepuik borítják, itt található például a Roraima-hegy és a Kukenán-tepui is, kőzeteiket 3400 millió évesre, a prekambrium időből származónak becsülik. A meredek hegyoldalakon számos rendkívül magas vízesés található, köztük a Föld legmagasabbja, az Ángel-vízesés. A Sierra Lema hegységben hull Venezuelában a legtöbb eső: évente 3400 mm, míg a teljes terület átlagos csapadékmennyisége 1200–1600 mm. A lehulló vízmennyiséget a Caroní folyó vezeti le. A parkban az átlagos hőmérséklet 20–30 °C, az alacsonyabban fekvő, szavannás területeken (Gran Sabana) az éghajlat trópusi, a hegyeken mérsékelt.
Az északról érkező turisták számára az egyik első látványosság az El Danto-vízesés, ennek közelében egy emlékmű is áll az útépítésben részt vevő katonák emlékére. Az Aponwao I vize sötét színű a magas csersavtartalom miatt, az Aponwao vízesés (helyi indián nyelven Chinak Merú) közelében pedig egy kis turistacentrumot alakítottak ki vendéglőkkel. További nevezetes vízesések a parkban a Tarotá, a Toron, a Toroncito és a Kamarata. A nemzeti park nem csak a turisták számára érdekes helyszín: itt működik a Parupa nevű tudományos kutatóközpont is.

## Élővilág
A nemzeti park egyik legfőbb értéke a változatos élővilág. Több mint 300 endemikus növényfaj található meg a területen, sőt, hat teljes nemzetség is endemikus: az Achnopogon, a Chimantaea, a Quelchia, a Tepuia, a Mallophyton és az Adenanthe. Megtalálhatók itt a Bromelia, a harmatfű, a Heliamphora és az Utricularia nemzetség rovaremésztő fajai is.
Állatfajai közül a legfontosabbak: 8 erszényesfaj (köztük a vízioposszum), a háromujjú lajhár, a dolmányos hangyász, három övesállatfaj (köztük a kipusztulás szélén álló óriástatu), több mint 50 denevérfaj, a jaguár, a nagy grizon, az amazóniai bűzösborz, a farksodró, a hárpia, a sisakos hokkó és a tűzcsíz mellett még legalább 10 endemikus vagy kis területen elterjedt faj.

## Képek

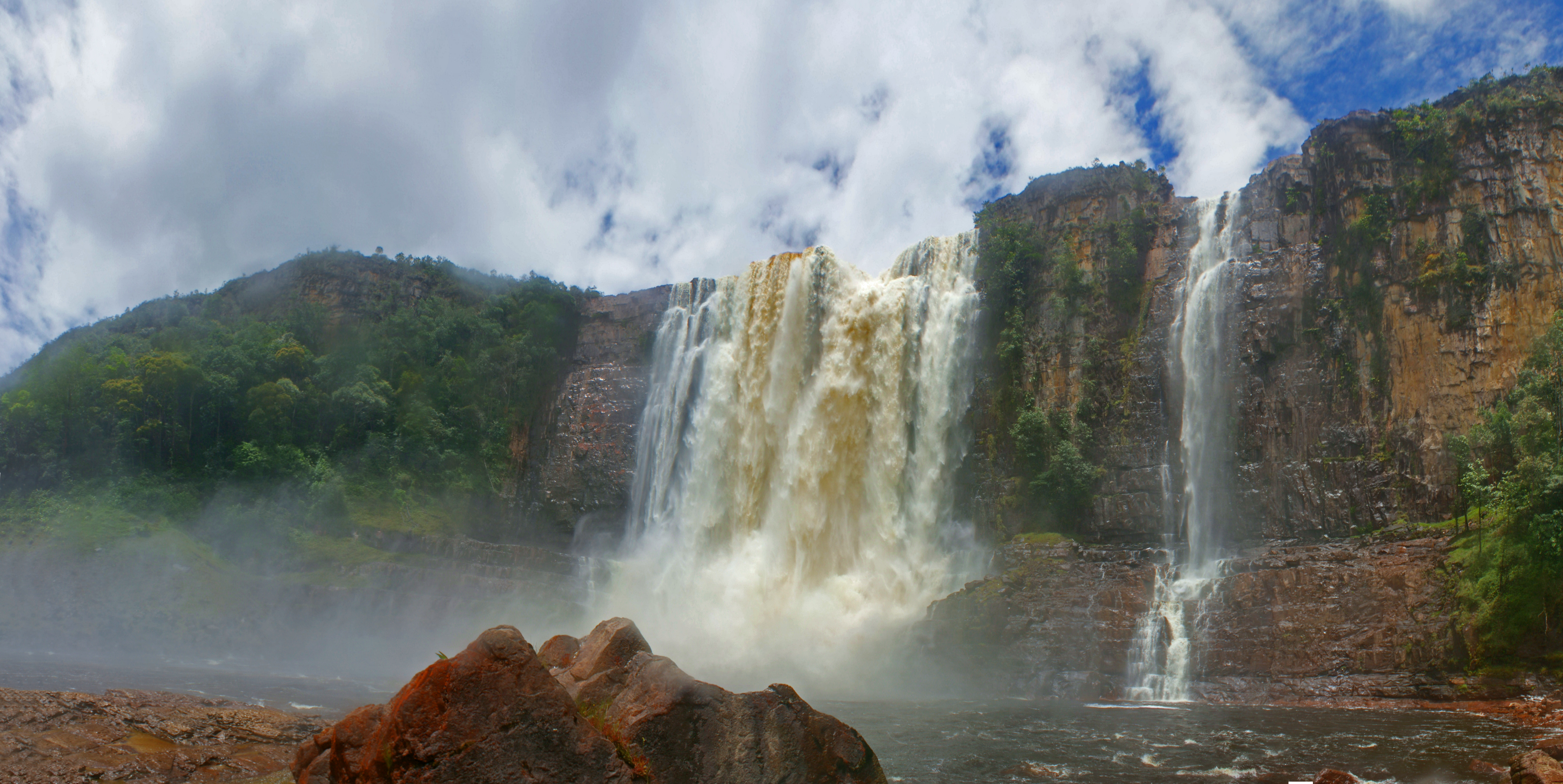
A Chinak Merú tepui
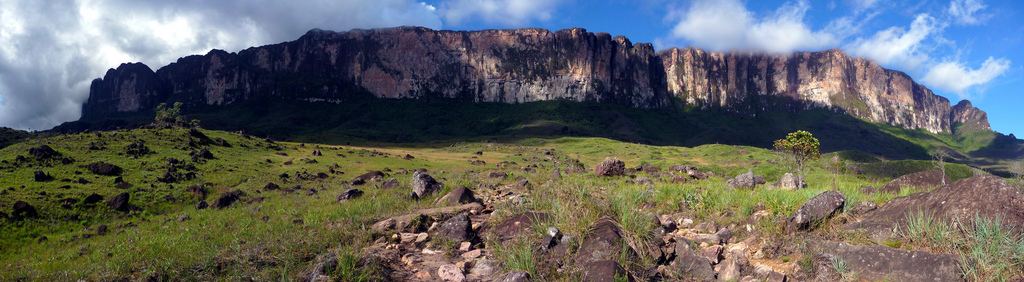
A Roraima-hegy
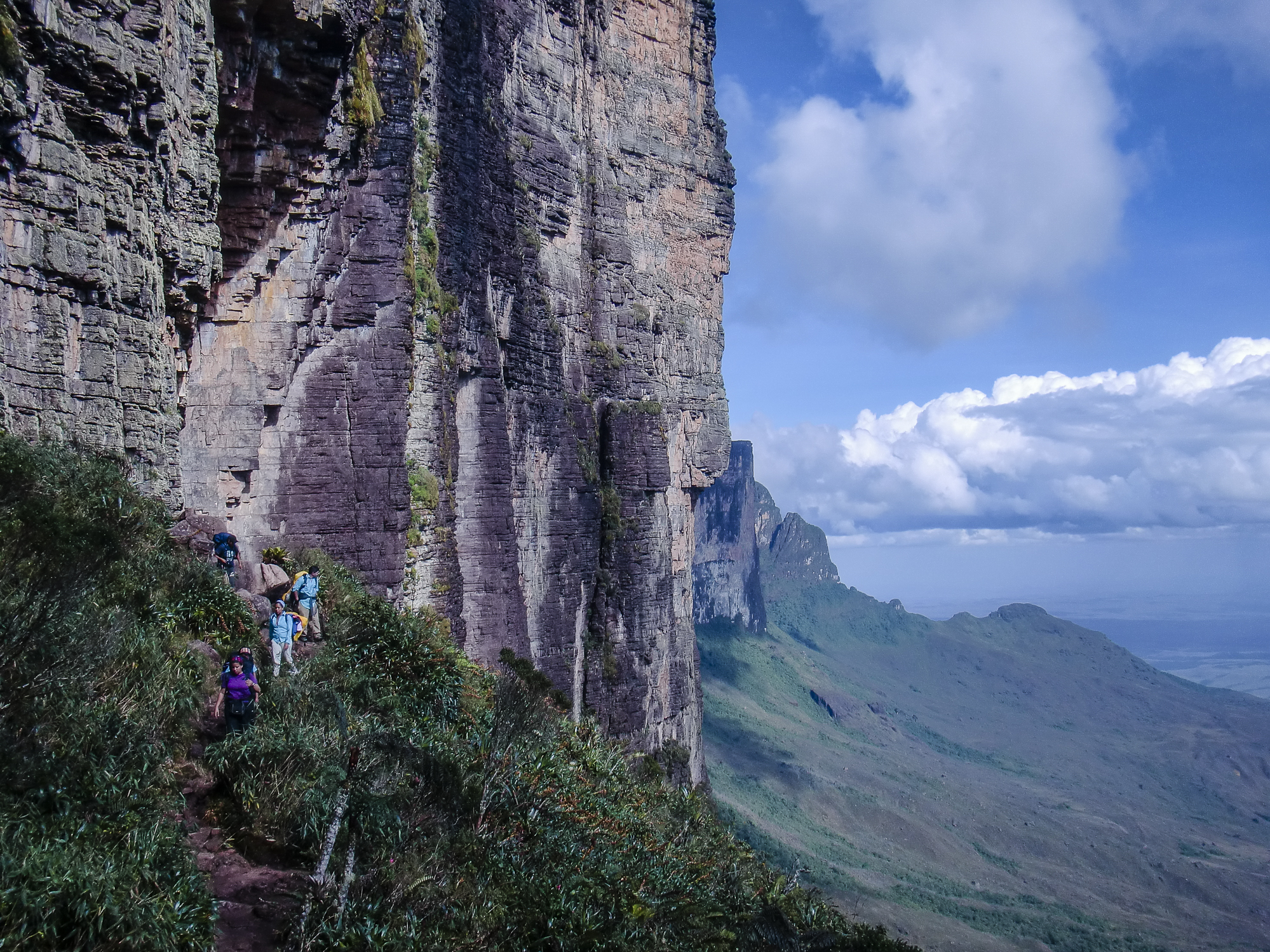
A Roraimára igyekvő turisták
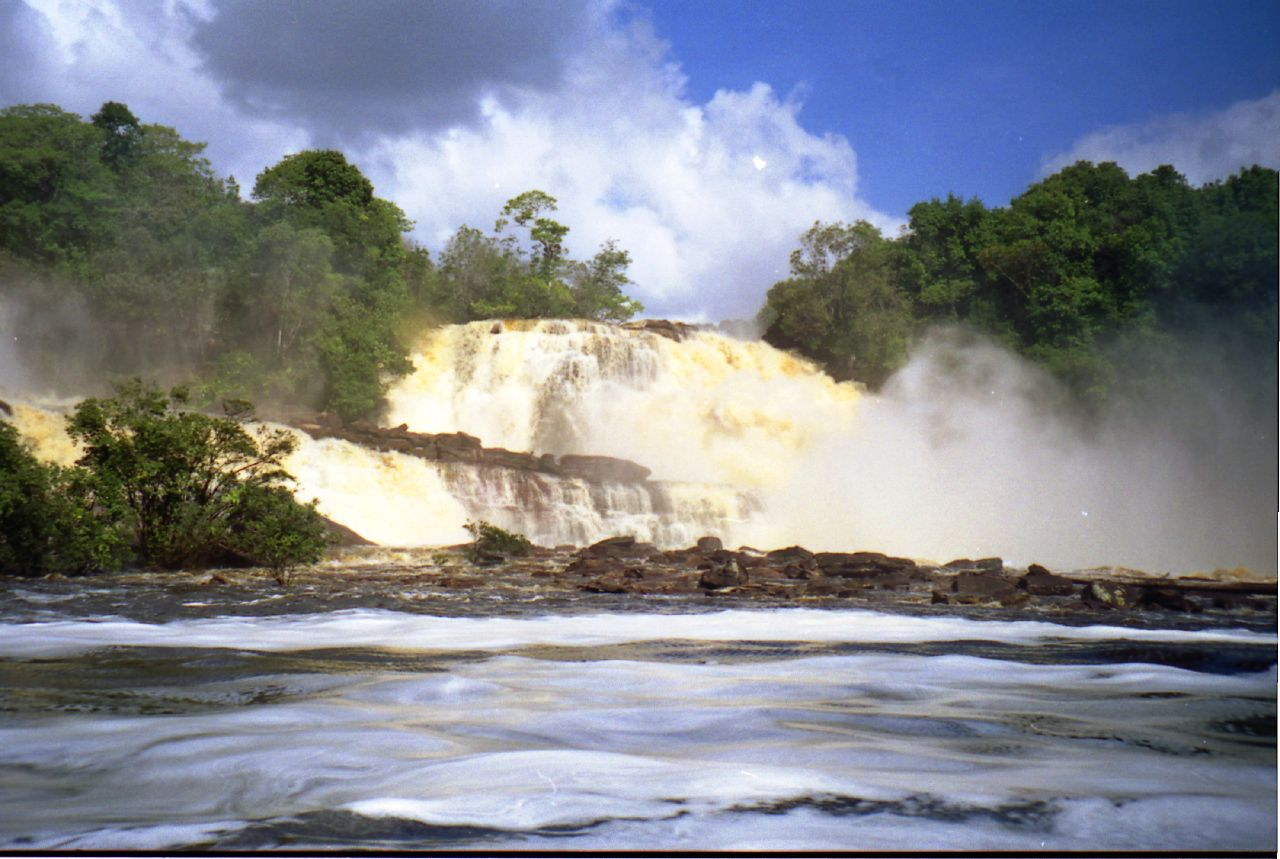
Vízesések
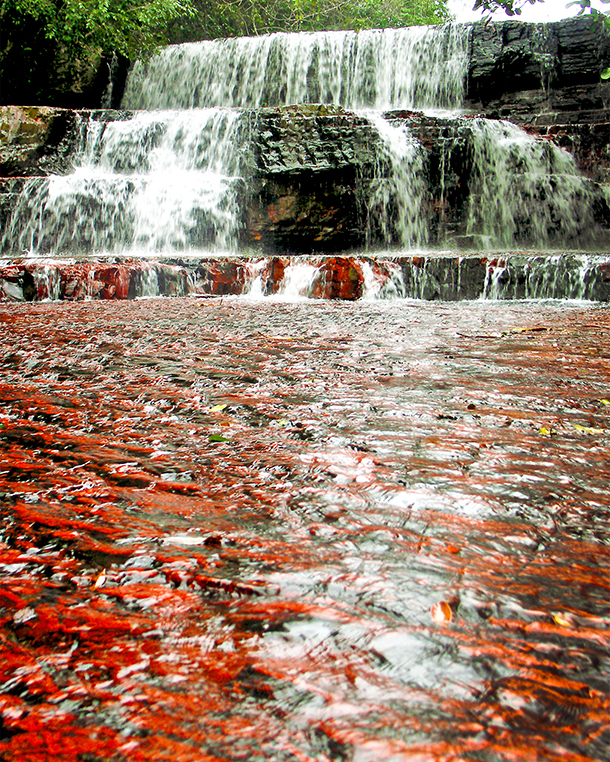
A Quebrada de Jaspe nevű folyó
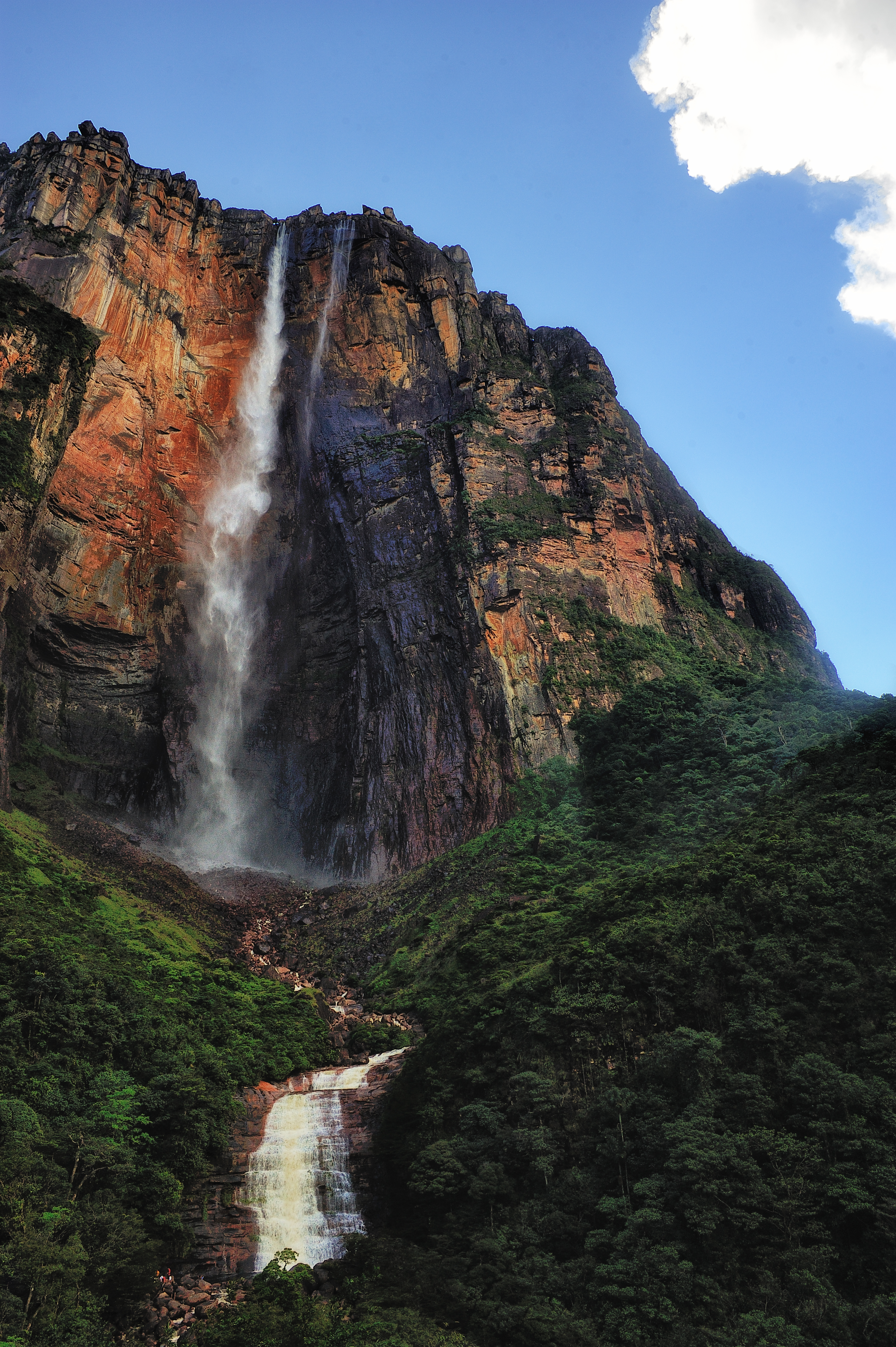
Az Ángel-vízesés
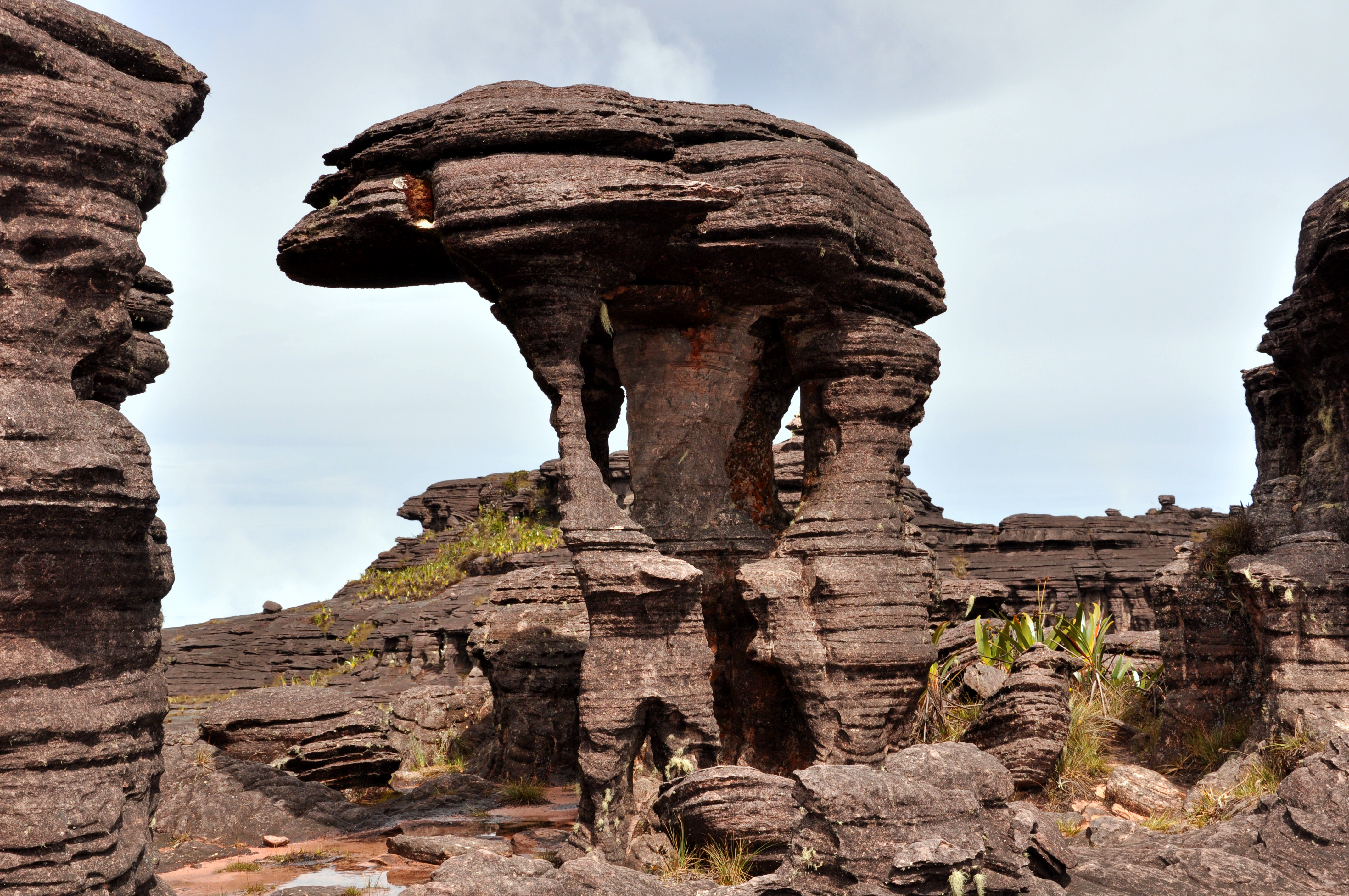
Az Elefánt nevű sziklaalakzat